# Półton chromatyczny
Półton chromatyczny (apotome) - półton utworzony przez podwyższenie lub obniżenie tego samego dźwięku, odpowiada interwałowi prymy zwiększonej. 
Przykłady: c – cis, g – ges.
W systemie temperowanym jego rozmiar jest taki sam jak półtonu diatonicznego; w stroju naturalnym jest nieco mniejszy. 